# Волков Павло Порфирович
Павло Порфирович Волков (нар. 1 жовтня 1935, село Бережне, тепер Конотопського району Сумської області) — український радянський діяч, міністр автомобільного транспорту Української РСР. Депутат Верховної Ради УРСР 11-го скликання. Кандидат у члени ЦК КПУ в 1986—1990 р. Заслужений працівник транспорту України, дійсний член Транспортної академії України, засновник Всеукраїнського громадського об'єднання «Спілка ветеранів автомобільного транспорту України».

## Біографія
Народився Павло Порфирович 1935 року в селі Бережне, нині Конотопського району Сумської області, у родині військовослужбовця. Через службу батька до 1941 року родина багато переїжджала (м. Конотоп, м. Лебедин (Сумська обл.), м. Куп'янськ (Харківська обл.), а в наступні три роки Павло із матір'ю потрапили до евакуації в Оренбургську область (РФ). Далі була школа, за нею Глухівський технікум механізації сільського господарства і Київський автомобільно-дорожній інститут, який у 1960 році закінчив із відзнакою.
Паралельно з навчанням в інституті Павло Волков починає працювати. Спершу водієм, згодом електрослюсарем, лаборантом. У 1959—1962 роках працює в органах МВД. Далі повернувся до автотранспортної галузі і вже ніколи її не полишав. Протягом наступних шести років Павло Порфирович працює завідувачем гаража, начальником автоколони автотранспорту, директором автопарку, заступником начальника управління вантажного автотранспорту Мінавтошосдору УРСР, заступником начальника головного управління центрального апарату Мінавтошосдору УРСР, начальником самостійного управління міжміських вантажних перевезень та транспортно-експедиційного обслуговування Мінавтошосдору УРСР. Із 1975 до 1983 року — інструктор, завідувач сектору відділу транспорту і зв'язку ЦК Компартії України та ЦК КПРС.
Далі шлях проліг на омріяних багатьма та здоланих лише одиницями висотах: заступник Міністра плодоовочевого господарства СРСР з питань транспорту (до 1984 року), Міністр автомобільного транспорту УРСР та Міністр транспорту УРСР (1984—1991 роки), президент української державної корпорації автомобільного транспорту «Укравтотранс» (1991—1995 роки), заступник голови правління ДААК «Укртранс» (з 1995 року), директор компанії «Укртранс Нідерланди Б. В.» (м. Роттердам, Королівство Нідерланди, 1996—2000 роки), голова наглядової ради ВАТ АК «Укртранс» (2000—2001 роки).
Із 2001 до 2010 року — радник директора ДП «ДержавтотрансНДІпроект». Павло Порфирович  — це нова сторінка в організації роботи відділів інституту. Протягом цього періоду він розробив нові напрями діяльності у сфері міжнародних перевезень, переобладнання КТЗ. Також паралельно провадив наукову діяльність, зокрема написав розділ до Монографії «Автомобільний транспорт України: стан, проблеми, перспективи розвитку».
Серед численних орденів, медалей і нагород Павла Порфировича є й відзнака ліквідатора аварії на Чорнобильській АЕС 1 категорії. Він одним із перших відреагував на складну ситуацію; організував автоколони, що вивозили мешканців з ураженої зони. Має ордени: Жовтневої революції, Дружби народів, два ордени «Знак пошани»; медалі: За доблесну працю на відзнаку 100-річчя В. І. Леніна, Ветеран праці, В пам'ять 1500-річчя м. Києва, Дружба Монгольської Народної Республіки; почесна грамота Президії Верховної Ради УРСР.

## Хронологія
Член КПРС з 1955 року.
У 1957—1963 роках — водій автомобіля, черговий електрослюсар Київметробуду, державтоінспектор, старший інспектор управління пожежної охорони МВС УРСР, завідувач гаража радгоспу, начальник автоколони, директор вантажного автопарку «Київавтотранс» у місті Києві та Київській області.
Закінчив Київський автомобільно-дорожній інститут.
У 1963—1968 роках — заступник начальника, начальник Управління Міністерства автомобільного транспорту Української РСР.
У 1968—1975 роках — інструктор, завідувач сектору відділу транспорту і зв'язку ЦК КПУ. У 1975—1981 роках — завідувач сектору відділу транспорту і зв'язку ЦК КПРС.
У 1981 — листопаді 1984 року — заступник Міністра плодоовочевого господарства СРСР.
26 листопада 1984 — 15 липня 1988 року — Міністр автомобільного транспорту Української РСР.
15 липня 1988 — 1991 року — міністр транспорту Української РСР.
У 1991—2011 роках — президент Української державної корпорації автомобільного транспорту «Укравтотранс» (1991—1995 роки), заступник голови правління ДААК «Укртранс» (з 1995 року), директор компанії «Укртранс Нідерланди Б.В.» (м Роттердам, Королівство Нідерланди, 1996—2000 роки), голова наглядової ради ВАТ АК «Укртранс» (2000—2001 роки), радник директора ДП «ДержавтотрансНДІпроект» (2001—2010 роки).
З вересня 2011 року — засновник Всеукраїнського громадського об'єднання «Спілка ветеранів автомобільного транспорту України».
Потім — на пенсії в місті Києві.

## Нагороди
- орден Жовтневої революції
- два ордени «Знак Пошани»
- орден Дружби народів
- медалі: медаль «За доблесну працю. В ознаменування 100-річчя з дня народження Володимира Ілліча Леніна» (1970), «Ветеран праці», «В пам'ять 1500-річчя м. Києва», Дружба Монгольської Народної Республіки
- Почесна грамота Президії Верховної Ради Української РСР
- відзнака ліквідатора аварії на Чорнобильській АЕС 1 категорії
- заслужений працівник транспорту України